# ISSF Junioren World Cup 2022
Der ISSF Junioren World Cup 2022, fand vom 9. bis 20. Juni 2020 in Suhl, Deutschland für die Disziplinen Gewehr, Pistole und Wurftauben statt.

## Ergebnisse

### Gewehr

#### Männer
| 10 m Luftgewehr | 10 m Luftgewehr | 10 m Luftgewehr  | 10 m Luftgewehr | 10 m Luftgewehr | 10 m Luftgewehr | 10 m Luftgewehr | 10 m Luftgewehr |
| Nr.             | Wettbewerb      | Gold             | Gold            | Silber          | Silber          | Bronze          | Bronze          |
| --------------- | --------------- | ---------------- | --------------- | --------------- | --------------- | --------------- | --------------- |
| 1               | Suhl            | Rudrankksh Patil | 260,9 (17)      | Abhinav Shaw    | 257,7 (13)      | Nils Palberg    | 257,6           |

| 10 m Luftgewehr, Team | 10 m Luftgewehr, Team | 10 m Luftgewehr, Team                                     | 10 m Luftgewehr, Team | 10 m Luftgewehr, Team                                    | 10 m Luftgewehr, Team | 10 m Luftgewehr, Team                                             | 10 m Luftgewehr, Team |
| Nr.                   | Wettbewerb            | Gold                                                      | Gold                  | Silber                                                   | Silber                | Bronze                                                            | Bronze                |
| --------------------- | --------------------- | --------------------------------------------------------- | --------------------- | -------------------------------------------------------- | --------------------- | ----------------------------------------------------------------- | --------------------- |
| 1                     | Suhl                  | IndienPaarth Makhija Umamahesh Maddineni Rudrankksh Patil | 16                    | SpanienJesus Oviedo Adrian Diaz Jorge Esstevez Solorzano | 8                     | NorwegenTobias Bernhoft-Osa Even Olai Enger Throndsen Isak Gurrik | 16 (14)               |

| 50 m Dreistellungskampf | 50 m Dreistellungskampf | 50 m Dreistellungskampf | 50 m Dreistellungskampf | 50 m Dreistellungskampf | 50 m Dreistellungskampf | 50 m Dreistellungskampf | 50 m Dreistellungskampf |
| Nr.                     | Wettbewerb              | Gold                    | Gold                    | Silber                  | Silber                  | Bronze                  | Bronze                  |
| ----------------------- | ----------------------- | ----------------------- | ----------------------- | ----------------------- | ----------------------- | ----------------------- | ----------------------- |
| 1                       | Suhl                    | Danilo Dennis Sollazzo  | 399,6 (17)              | Shivam Dabas            | 398,8 (15)              | Nathan Bailly           | 398,4                   |

| 50 m Dreistellungskampf, Team | 50 m Dreistellungskampf, Team | 50 m Dreistellungskampf, Team                                  | 50 m Dreistellungskampf, Team | 50 m Dreistellungskampf, Team                    | 50 m Dreistellungskampf, Team | 50 m Dreistellungskampf, Team                        | 50 m Dreistellungskampf, Team |
| Nr.                           | Wettbewerb                    | Gold                                                           | Gold                          | Silber                                           | Silber                        | Bronze                                               | Bronze                        |
| ----------------------------- | ----------------------------- | -------------------------------------------------------------- | ----------------------------- | ------------------------------------------------ | ----------------------------- | ---------------------------------------------------- | ----------------------------- |
| 1                             | Suhl                          | ItalienMichele Bernardi Edoardo Bonazzi Danilo Dennis Sollazzo | 16                            | IndienPankaj Mukheja Shivam Dabas Avianash Yadav | 12                            | DeutschlandLeon Thieser Marc Hülsmann Nils Friedmann | 17 (13)                       |

#### Frauen
| 10 m Luftgewehr | 10 m Luftgewehr | 10 m Luftgewehr | 10 m Luftgewehr | 10 m Luftgewehr | 10 m Luftgewehr | 10 m Luftgewehr      | 10 m Luftgewehr |
| Nr.             | Wettbewerb      | Gold            | Gold            | Silber          | Silber          | Bronze               | Bronze          |
| --------------- | --------------- | --------------- | --------------- | --------------- | --------------- | -------------------- | --------------- |
| 1               | Suhl            | Océanne Muller  | (261.0) 16      | Ramita Ramita   | (260,4) 8       | Julia Ewa Piotrowska | 259,0           |

| 10 m Luftgewehr, Team | 10 m Luftgewehr, Team | 10 m Luftgewehr, Team                       | 10 m Luftgewehr, Team | 10 m Luftgewehr, Team                    | 10 m Luftgewehr, Team | 10 m Luftgewehr, Team                                | 10 m Luftgewehr, Team |
| Nr.                   | Wettbewerb            | Gold                                        | Gold                  | Silber                                   | Silber                | Bronze                                               | Bronze                |
| --------------------- | --------------------- | ------------------------------------------- | --------------------- | ---------------------------------------- | --------------------- | ---------------------------------------------------- | --------------------- |
| 1                     | Suhl                  | IndienArya Borse Zeena Khitta Ramita Ramita | 17                    | SüdkoreaAn Yeeun Kwon Eunji Jang Jeongin | 9                     | ItalienSofia Ceccarello Virginia Lepri Anna Schiavon | 16 (10)               |

| 50 m Dreistellungskampf | 50 m Dreistellungskampf | 50 m Dreistellungskampf | 50 m Dreistellungskampf | 50 m Dreistellungskampf | 50 m Dreistellungskampf | 50 m Dreistellungskampf | 50 m Dreistellungskampf |
| Nr.                     | Wettbewerb              | Gold                    | Gold                    | Silber                  | Silber                  | Bronze                  | Bronze                  |
| ----------------------- | ----------------------- | ----------------------- | ----------------------- | ----------------------- | ----------------------- | ----------------------- | ----------------------- |
| 1                       | Suhl                    | Sift Kaur Samra         | 409,7 (17)              | Julie Johannessen       | 405,4 (9)               | Ashi Chouksey           | 405,2                   |

| 50 m Dreistellungskampf, Team | 50 m Dreistellungskampf, Team | 50 m Dreistellungskampf, Team                      | 50 m Dreistellungskampf, Team | 50 m Dreistellungskampf, Team                                         | 50 m Dreistellungskampf, Team | 50 m Dreistellungskampf, Team                       | 50 m Dreistellungskampf, Team |
| Nr.                           | Wettbewerb                    | Gold                                               | Gold                          | Silber                                                                | Silber                        | Bronze                                              | Bronze                        |
| ----------------------------- | ----------------------------- | -------------------------------------------------- | ----------------------------- | --------------------------------------------------------------------- | ----------------------------- | --------------------------------------------------- | ----------------------------- |
| 1                             | Suhl                          | DeutschlandLarissa Wegner Nele Stark Hannah Wehren | 16                            | PolenKamla Maria Stepniak Maja Magdalena Gawenda Julia Ewa Piotrowska | 12                            | IndienNischal Nischal Ashi Chouksey Sift Kaur Samra | 16 (10)                       |

#### Mixed
| 10 m Luftgewehr | 10 m Luftgewehr | 10 m Luftgewehr                    | 10 m Luftgewehr | 10 m Luftgewehr              | 10 m Luftgewehr | 10 m Luftgewehr                              | 10 m Luftgewehr |
| Nr.             | Wettbewerb      | Gold                               | Gold            | Silber                       | Silber          | Bronze                                       | Bronze          |
| --------------- | --------------- | ---------------------------------- | --------------- | ---------------------------- | --------------- | -------------------------------------------- | --------------- |
| 1               | Suhl            | Julia Ewa Piotrowska Wiktor Sajdak | 17              | Ramita Ramita Paarth Makhija | 13              | Océanne Muller Bastien Louis Noel Destefanis | 17 (9)          |

| 50 m liegend Kleinkaliber | 50 m liegend Kleinkaliber | 50 m liegend Kleinkaliber            | 50 m liegend Kleinkaliber | 50 m liegend Kleinkaliber          | 50 m liegend Kleinkaliber | 50 m liegend Kleinkaliber               | 50 m liegend Kleinkaliber |
| Nr.                       | Wettbewerb                | Gold                                 | Gold                      | Silber                             | Silber                    | Bronze                                  | Bronze                    |
| ------------------------- | ------------------------- | ------------------------------------ | ------------------------- | ---------------------------------- | ------------------------- | --------------------------------------- | ------------------------- |
| 1                         | Suhl                      | Maja Magdalena Gawenda Wiktor Sajdak | 17                        | Sift Kaur Samra Surya Pratap Singh | 15                        | Julia Ewa Piotroswska Michal Chojnowski | 16 (12)                   |

| 50 m Dreistellungskampf | 50 m Dreistellungskampf | 50 m Dreistellungskampf                 | 50 m Dreistellungskampf | 50 m Dreistellungskampf        | 50 m Dreistellungskampf | 50 m Dreistellungskampf               | 50 m Dreistellungskampf |
| Nr.                     | Wettbewerb              | Gold                                    | Gold                    | Silber                         | Silber                  | Bronze                                | Bronze                  |
| ----------------------- | ----------------------- | --------------------------------------- | ----------------------- | ------------------------------ | ----------------------- | ------------------------------------- | ----------------------- |
| 1                       | Suhl                    | Michal Chojnowski Julia Ewa Piotroswska | 17                      | Pankaj Mukheja Sift Kaur Samra | 7                       | Julie Johannessen Tobias Bernhoft-Osa | 16 (8)                  |

### Pistole

#### Männer
| 10 m Luftpistole | 10 m Luftpistole | 10 m Luftpistole | 10 m Luftpistole | 10 m Luftpistole | 10 m Luftpistole | 10 m Luftpistole  | 10 m Luftpistole |
| Nr.              | Wettbewerb       | Gold             | Gold             | Silber           | Silber           | Bronze            | Bronze           |
| ---------------- | ---------------- | ---------------- | ---------------- | ---------------- | ---------------- | ----------------- | ---------------- |
| 1                | Suhl             | Shiva Narwal     | 251,9 (16)       | Sarabjot Singh   | 249,0 (12)       | Mukhammad Kamalov | 247,7            |

| 10 m Luftpistole, Team | 10 m Luftpistole, Team | 10 m Luftpistole, Team                              | 10 m Luftpistole, Team | 10 m Luftpistole, Team                                          | 10 m Luftpistole, Team | 10 m Luftpistole, Team                                 | 10 m Luftpistole, Team |
| Nr.                    | Wettbewerb             | Gold                                                | Gold                   | Silber                                                          | Silber                 | Bronze                                                 | Bronze                 |
| ---------------------- | ---------------------- | --------------------------------------------------- | ---------------------- | --------------------------------------------------------------- | ---------------------- | ------------------------------------------------------ | ---------------------- |
| 1                      | Suhl                   | IndienSarabjot Singh Shiva Narwal Chaudhary Saurabh | 17                     | UsbekistanMukhammad Kamalov Veniamin Nikitin Umidbek Komolbekov | 9                      | ItalienMattia Scodes Matteo Mastrovalerio Luca Arrighi | 16 (12)                |

| 25 m Schnellfeuerpistole | 25 m Schnellfeuerpistole | 25 m Schnellfeuerpistole | 25 m Schnellfeuerpistole | 25 m Schnellfeuerpistole | 25 m Schnellfeuerpistole | 25 m Schnellfeuerpistole | 25 m Schnellfeuerpistole |
| Nr.                      | Wettbewerb               | Gold                     | Gold                     | Silber                   | Silber                   | Bronze                   | Bronze                   |
| ------------------------ | ------------------------ | ------------------------ | ------------------------ | ------------------------ | ------------------------ | ------------------------ | ------------------------ |
| 1                        | Suhl                     | Yan Chesnel              | 32                       | Anish Anish              | 28                       | Vijayveer Sidhu          | 18                       |

| 25 m Schnellfeuerpistole, Team | 25 m Schnellfeuerpistole, Team | 25 m Schnellfeuerpistole, Team                  | 25 m Schnellfeuerpistole, Team | 25 m Schnellfeuerpistole, Team                                                  | 25 m Schnellfeuerpistole, Team | 25 m Schnellfeuerpistole, Team                              | 25 m Schnellfeuerpistole, Team |
| Nr.                            | Wettbewerb                     | Gold                                            | Gold                           | Silber                                                                          | Silber                         | Bronze                                                      | Bronze                         |
| ------------------------------ | ------------------------------ | ----------------------------------------------- | ------------------------------ | ------------------------------------------------------------------------------- | ------------------------------ | ----------------------------------------------------------- | ------------------------------ |
| 1                              | Suhl                           | IndienAnish Anish Vijayveer Sidhu Sameer Sameer | 17                             | ThailandWaster Warakorn Kongklang Wachiravit Phuangthong Thanawit Kruanwongkaew | 1                              | NorwegenEven Lien Akre Hans Wang Noestvold Tobias Skaarstad | 0 (0)                          |

| 25 m Sportpistole | 25 m Sportpistole | 25 m Sportpistole | 25 m Sportpistole | 25 m Sportpistole      | 25 m Sportpistole | 25 m Sportpistole | 25 m Sportpistole |
| Nr.               | Wettbewerb        | Gold              | Gold              | Silber                 | Silber            | Bronze            | Bronze            |
| ----------------- | ----------------- | ----------------- | ----------------- | ---------------------- | ----------------- | ----------------- | ----------------- |
| 1                 | Suhl              | Shiva Narwal      | 583               | Rajkanwar Singh Sandhu | 583               | Sameer Sameer     | 582               |

#### Frauen
| 10 m Luftpistole | 10 m Luftpistole | 10 m Luftpistole | 10 m Luftpistole | 10 m Luftpistole | 10 m Luftpistole | 10 m Luftpistole | 10 m Luftpistole |
| Nr.              | Wettbewerb       | Gold             | Gold             | Silber           | Silber           | Bronze           | Bronze           |
| ---------------- | ---------------- | ---------------- | ---------------- | ---------------- | ---------------- | ---------------- | ---------------- |
| 1                | Suhl             | Palak Palak      | 250,6 (17)       | Manu Bhaker      | 248,1 (9)        | Anna Dulce       | 242,8            |

| 10 m Luftpistole, Team | 10 m Luftpistole, Team | 10 m Luftpistole, Team                   | 10 m Luftpistole, Team | 10 m Luftpistole, Team                                               | 10 m Luftpistole, Team | 10 m Luftpistole, Team                            | 10 m Luftpistole, Team |
| Nr.                    | Wettbewerb             | Gold                                     | Gold                   | Silber                                                               | Silber                 | Bronze                                            | Bronze                 |
| ---------------------- | ---------------------- | ---------------------------------------- | ---------------------- | -------------------------------------------------------------------- | ---------------------- | ------------------------------------------------- | ---------------------- |
| 1                      | Suhl                   | IndienManu Bhaker Palak Palak Esha Singh | 16                     | GeorgienSalome Prodiashvili Mariam Abramishvili Mariami Prodiashvili | 8                      | DeutschlandVanessa Seeger Celina Becker Mia Fuchs | 17 (15)                |

| 25 m Sportpistole | 25 m Sportpistole | 25 m Sportpistole | 25 m Sportpistole | 25 m Sportpistole | 25 m Sportpistole | 25 m Sportpistole | 25 m Sportpistole |
| Nr.               | Wettbewerb        | Gold              | Gold              | Silber            | Silber            | Bronze            | Bronze            |
| ----------------- | ----------------- | ----------------- | ----------------- | ----------------- | ----------------- | ----------------- | ----------------- |
| 1                 | Suhl              | Rhythm Sangwan    | 31                | Manu Bhaker       | 26                | Naamya Kapoor     | 16                |

| 25 m Sportpistole, Team | 25 m Sportpistole, Team | 25 m Sportpistole, Team                     | 25 m Sportpistole, Team | 25 m Sportpistole, Team                           | 25 m Sportpistole, Team | 25 m Sportpistole, Team                                  | 25 m Sportpistole, Team |
| Nr.                     | Wettbewerb              | Gold                                        | Gold                    | Silber                                            | Silber                  | Bronze                                                   | Bronze                  |
| ----------------------- | ----------------------- | ------------------------------------------- | ----------------------- | ------------------------------------------------- | ----------------------- | -------------------------------------------------------- | ----------------------- |
| 1                       | Suhl                    | IndienManu Bhaker Rhythm Sangwan Esha Singh | 16                      | DeutschlandMichaela Bösl Vanessa Seeger Mia Fuchs | 2                       | ItalienCristina Magnani Giada Giannachi Allessandra Fait | 17 (3)                  |

#### Mixed
| 10 m Luftpistole | 10 m Luftpistole | 10 m Luftpistole             | 10 m Luftpistole | 10 m Luftpistole           | 10 m Luftpistole | 10 m Luftpistole                                                 | 10 m Luftpistole |
| Nr.              | Wettbewerb       | Gold                         | Gold             | Silber                     | Silber           | Bronze                                                           | Bronze           |
| ---------------- | ---------------- | ---------------------------- | ---------------- | -------------------------- | ---------------- | ---------------------------------------------------------------- | ---------------- |
| 1                | Suhl             | Esha Singh Chaudhary Saurabh | 16               | Palak Palak Sarabjot Singh | 12               | Estelle Fauchon Theo Moczko Mariami Prodiashvili Giorgi Mumladze | 16 (10) 16 (14)  |

| 25 m Schnellfeuerpistole | 25 m Schnellfeuerpistole | 25 m Schnellfeuerpistole              | 25 m Schnellfeuerpistole | 25 m Schnellfeuerpistole        | 25 m Schnellfeuerpistole | 25 m Schnellfeuerpistole                 | 25 m Schnellfeuerpistole |
| Nr.                      | Wettbewerb               | Gold                                  | Gold                     | Silber                          | Silber                   | Bronze                                   | Bronze                   |
| ------------------------ | ------------------------ | ------------------------------------- | ------------------------ | ------------------------------- | ------------------------ | ---------------------------------------- | ------------------------ |
| 1                        | Suhl                     | Simranpreet Kaur Brar Vijayveer Sidhu | 17                       | Anish Anish Tejaswani Tejaswani | 9                        | Ane Bjoerkaas Torgersen Tobias Skaarstad | 17 (11)                  |

### Wurftauben

#### Männer
| Trap | Trap       | Trap                 | Trap | Trap                   | Trap   | Trap            | Trap   |
| Nr.  | Wettbewerb | Gold                 | Gold | Silber                 | Silber | Bronze          | Bronze |
| ---- | ---------- | -------------------- | ---- | ---------------------- | ------ | --------------- | ------ |
| 1    | Suhl       | Marco Vincenzo Corbo | 32   | Lance Patrick Thompson | 31     | Hussein Daruich | 19     |

| Trap, Team | Trap, Team | Trap, Team                                                                             | Trap, Team | Trap, Team                                         | Trap, Team | Trap, Team                                                   | Trap, Team            |
| Nr.        | Wettbewerb | Gold                                                                                   | Gold       | Silber                                             | Silber     | Bronze                                                       | Bronze                |
| ---------- | ---------- | -------------------------------------------------------------------------------------- | ---------- | -------------------------------------------------- | ---------- | ------------------------------------------------------------ | --------------------- |
| 1          | Suhl       | Vereinigte StaatenLance Patrick Thompson Emilio Ernest Carvalho Matthew Christian Kutz | 6          | IndienArya Vansh Tyagi Shardul Vihan Vivaan Kapoor | 4          | ItalienMatteo Dambrosi Samuele Faustinelli Riccardo Mirabile | 5 (5) Shoot off 1 (0) |

| Skeet | Skeet      | Skeet                  | Skeet | Skeet                          | Skeet  | Skeet                | Skeet  |
| Nr.   | Wettbewerb | Gold                   | Gold  | Silber                         | Silber | Bronze               | Bronze |
| ----- | ---------- | ---------------------- | ----- | ------------------------------ | ------ | -------------------- | ------ |
| 1     | Suhl       | Kacper Jerzy Baksalary | 37    | Oskari Aatos Juhani Lehtimaeki | 36     | Mark Erik Binnermark | 22     |

| Skeet, Team | Skeet, Team | Skeet, Team                                                              | Skeet, Team | Skeet, Team                                             | Skeet, Team | Skeet, Team                                                    | Skeet, Team |
| Nr.         | Wettbewerb  | Gold                                                                     | Gold        | Silber                                                  | Silber      | Bronze                                                         | Bronze      |
| ----------- | ----------- | ------------------------------------------------------------------------ | ----------- | ------------------------------------------------------- | ----------- | -------------------------------------------------------------- | ----------- |
| 1           | Suhl        | Vereinigte StaatenAidin Burns Benjamin Joseph Keller Jordan Douglas Sapp | 6           | ItalienFrancesco Bernardini Marco Coco Andrea Galardini | 4           | SchwedenMark Erik Binnermark Isac Philip Parkner David Jonsson | 6 (4)       |

#### Frauen
| Trap | Trap       | Trap      | Trap | Trap                 | Trap   | Trap                 | Trap   |
| Nr.  | Wettbewerb | Gold      | Gold | Silber               | Silber | Bronze               | Bronze |
| ---- | ---------- | --------- | ---- | -------------------- | ------ | -------------------- | ------ |
| 1    | Suhl       | Selin Ali | 26   | Kiara Sioux-Lin Dean | 25     | Sydney Marie Krieger | 17     |

| Trap, Team | Trap, Team | Trap, Team                                    | Trap, Team | Trap, Team                                             | Trap, Team | Trap, Team                                                        | Trap, Team |
| Nr.        | Wettbewerb | Gold                                          | Gold       | Silber                                                 | Silber     | Bronze                                                            | Bronze     |
| ---------- | ---------- | --------------------------------------------- | ---------- | ------------------------------------------------------ | ---------- | ----------------------------------------------------------------- | ---------- |
| 1          | Suhl       | ItalienMarika Patera Sofia Gori Sofia Littame | 6          | IndienPreeti Rajak Bhavya Tripathi Sabeera Haris Haris | 2          | AustralienRenae Mary Jones Molly Ruth Bretag Kiara Sioux-Lin Dean | 6 (4)      |

| Skeet | Skeet      | Skeet                 | Skeet | Skeet           | Skeet  | Skeet            | Skeet  |
| Nr.   | Wettbewerb | Gold                  | Gold  | Silber          | Silber | Bronze           | Bronze |
| ----- | ---------- | --------------------- | ----- | --------------- | ------ | ---------------- | ------ |
| 1     | Suhl       | Julia Florence Nelson | 30    | Alisa Bogdanova | 25     | Damiana Paolacci | 17     |

| Skeet, Team | Skeet, Team | Skeet, Team                                                                           | Skeet, Team | Skeet, Team                                               | Skeet, Team | Skeet, Team                                         | Skeet, Team |
| Nr.         | Wettbewerb  | Gold                                                                                  | Gold        | Silber                                                    | Silber      | Bronze                                              | Bronze      |
| ----------- | ----------- | ------------------------------------------------------------------------------------- | ----------- | --------------------------------------------------------- | ----------- | --------------------------------------------------- | ----------- |
| 1           | Suhl        | Vereinigtes KönigreichPhoebe Grace Bodley-Scott Sophie Herrmann Bethany Lilian Norton | 7           | SlowakeiMiroslava Hocková Adela Supeková Adriána Zajíčkov | 1           | IndienParinaaz Dhaliwal Darshna Rathore Areeba Khan | 6 (0)       |

#### Mixed
| Trap | Trap       | Trap                            | Trap | Trap                                                | Trap   | Trap                                                                 | Trap        |
| Nr.  | Wettbewerb | Gold                            | Gold | Silber                                              | Silber | Bronze                                                               | Bronze      |
| ---- | ---------- | ------------------------------- | ---- | --------------------------------------------------- | ------ | -------------------------------------------------------------------- | ----------- |
| 1    | Suhl       | Riccardo Mirabile Sofia Littame | 6    | Juho Johannes Maekelae xSara Silja Patricia Nummela | 2      | Andrés Garcia Paula Morcillo Lucas Michael Hyde Hollie Annie Lumsden | 6 (0) 7 (3) |

| Skeet | Skeet      | Skeet                                | Skeet | Skeet                             | Skeet  | Skeet                                                               | Skeet       |
| Nr.   | Wettbewerb | Gold                                 | Gold  | Silber                            | Silber | Bronze                                                              | Bronze      |
| ----- | ---------- | ------------------------------------ | ----- | --------------------------------- | ------ | ------------------------------------------------------------------- | ----------- |
| 1     | Suhl       | Tim Maurice Krause Annabella Hettmer | 6     | Damiana Paolacci Andrea Galardini | 2      | Jordan Douglas Sapp Julia Florence Nelson Lea Richard Keylem Hircau | 7 (1) 6 (0) |

## Medaillenspiegel
| Platz  | Land                   | Gold | Silber | Bronze | Gesamt |
| ------ | ---------------------- | ---- | ------ | ------ | ------ |
| 01     | Indien                 | 14   | 16     | 6      | 36     |
| 02     | Italien                | 4    | 2      | 5      | 11     |
| 03     | Polen                  | 4    | 1      | 2      | 7      |
| 04     | Vereinigte Staaten     | 3    | 1      | 2      | 6      |
| 05     | Deutschland            | 2    | 1      | 3      | 6      |
| 06     | Frankreich             | 2    | —      | 5      | 7      |
| 07     | Australien             | 1    | 1      | 1      | 3      |
| 08     | Vereinigtes Königreich | 1    | —      | 1      | 2      |
| 09     | Bulgarien              | 1    | —      | —      | 1      |
| 10     | Finnland               | —    | 2      | —      | 2      |
| 11     | Norwegen               | —    | 1      | 4      | 5      |
| 12     | Spanien                | —    | 1      | 1      | 2      |
| 12     | Georgien               | —    | 1      | 1      | 2      |
| 12     | Usbekistan             | —    | 1      | 1      | 2      |
| 15     | Südkorea               | —    | 1      | —      | 1      |
| 15     | Litauen                | —    | 1      | —      | 1      |
| 15     | Slowakei               | —    | 1      | —      | 1      |
| 15     | Thailand               | —    | 1      | —      | 1      |
| 19     | Schweden               | —    | —      | 2      | 2      |
| 20     | Brasilien              | —    | —      | 1      | 1      |
| 20     | Moldau                 | —    | —      | 1      | 1      |
| Gesamt | Gesamt                 | 32   | 32     | 36     | 100    |